# Masnuy-Saint-Pierre
Masnuy-Saint-Pierre est une section de la commune belge de Jurbise, située en Wallonie dans la province de Hainaut. C'était une commune à part entière avant la fusion des communes de 1977

## Évolution démographique
- Sources : INS, Rem. : 1831 jusqu'en 1970 = recensements, 1976 = nombre d'habitants au 31 décembre.

## Maires et bourgmestres
Maires :
- an IX-an XII : André Flament ;
- an XIII-1813 : Louis Durieu ;
- 1813-1822 : Pierre Lefebure ;
- 1823-1825 : Charles Joseph Dendal.

Bourgmestres :
- 1826-1831 : Charles Joseph Dendal ;
- 1832-1842 : Le comte Amédée Lemaire de Sars ;
- 1843-1862 : Aristide Delelienne ;
- 1863-1881 : Léopold Maghe ;
- 1882-1895 : Charles Delelienne ;
- 1896-1902 : Albert Paternostre de Dornay ;
- 1903-1907 : Félix Malbrenne ;
- 1908-1911 : Louis Flament ;
- 1912-1926 : Oscar Cousinne ;
- 1927-1946 : Omer Delelienne ;
- 1947-1958 : Oscar Cousinne Jr. ;
- 1959-1976 : Josse Staquet (dernier bourgmestre de Masnuy-Saint-Pierre).